# Le Clapier
Le Clapier est une commune française située dans le département de l'Aveyron en région Occitanie.

## Géographie

### Localisation

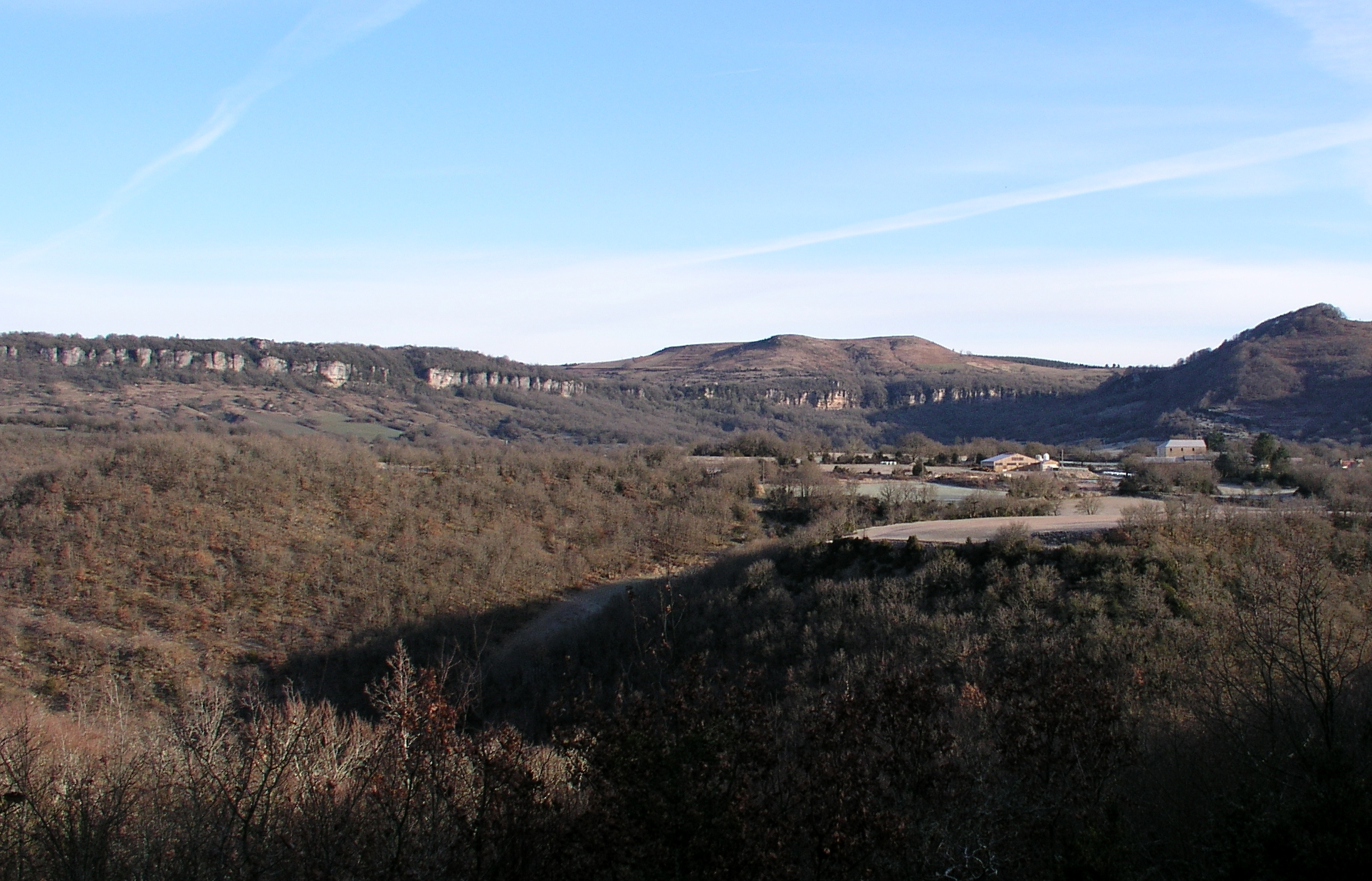
Au premier plan, le Mas Hugonenq (avant-causse) ; au fond, les falaises de Bouviala coiffées par le volcan de Romiguières.

Le village est situé à 640 mètres d’altitude sur un plateau qui appartient à l'avant-causse. Une plateforme établie sur des calcaires, en avant du causse Larzac qui suit à l'est, mais est plus haut de 100 à 200 m. L'avant-causse est très caillouteux dans la zone du Clapier (étage géologique du Sinémurien), d'où le nom du lieu où l'on observe de nombreuses murettes d'épierrement et tas de cailloux (clapiers = accumulations de pierres en occitan). La montée sur le Causse se fait en deux niveaux. En pied de pente on observe une épaisse couche de marnes noires appartenant au Toarcien (175 millions d’années); elle est striée de griffes d'érosion si bien que la couleur sombre du matériau est localement visible dans les prairies.
En haut de pente apparaissent les grandes falaises blanches et calcaires qui caractérisent le rebord du Larzac, ici la partie occidentale appelée Guilhaumard. Dans le cas précis, les falaises appartiennent principalement au Bathonien. Tout le secteur est lieu d'excursion de chercheurs de l'Europe entière, pour au moins deux raisons : d'une part, les marnes noires sont fossilifères et livrent une faune marine (ammonites, bélemnites...); d'autre part, la région, depuis la vallée de la Sorgue jusqu'au Larzac proche, permet de découvrir une série sédimentaire superbe qui, avec quelques sérieuses lacunes, va du Cambrien au milieu du Secondaire. C'est magique pour apprendre la géologie. Le village du clapier est situé sur la ligne de partage des eaux Atlantiques et Méditerranéennes, versant méditerranéen.

### Communes limitrophes
Les communes limitrophes sont  Cornus, Fondamente, Romiguières et Roqueredonde.
| Fondamente | Cornus                 |                       |
| Fondamente | du Clapier             | Romiguières (Hérault) |
|            | Roqueredonde (Hérault) |                       |

### Hydrographie

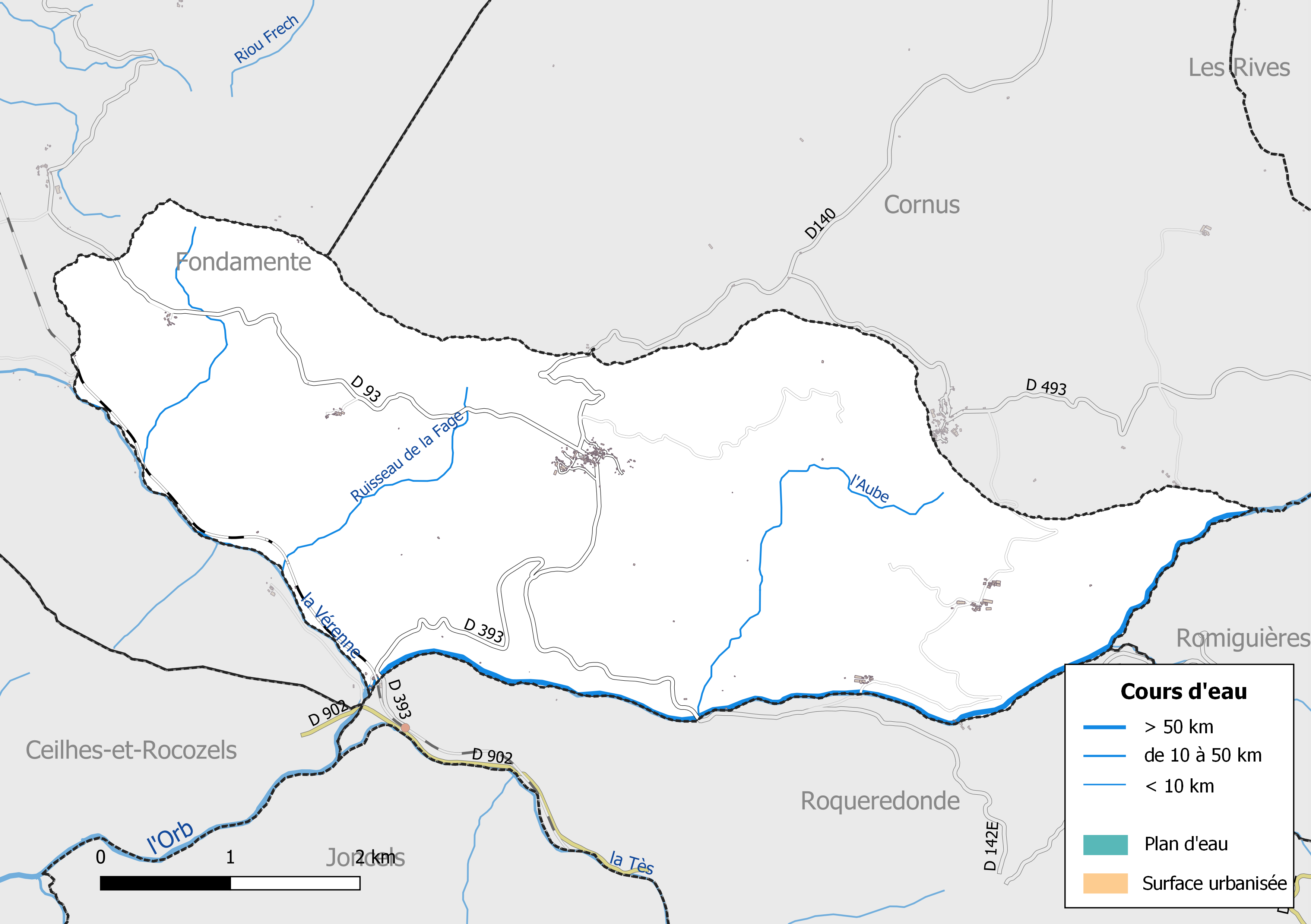
Réseaux hydrographique et routier du Le Clapier.

La commune est drainée par l'Orb, la Verenne, l'Aube, le ruisseau de la Fage, le ruisseau de Sainte-Anne et par divers petits cours d'eau.
L'Orb, d'une longueur totale de 135,4 km, prend sa source dans la commune de Cornus et se jette  dans la Mer Méditerranée à, après avoir arrosé 33 communes.

### Climat
Pour des articles plus généraux, voir Climat de l'Occitanie et Climat de l'Aveyron.
En 2010, le climat de la commune est de type climat des marges montargnardes, selon une étude s'appuyant sur une série de données couvrant la période 1971-2000. En 2020, Météo-France publie une typologie des climats de la France métropolitaine dans laquelle la commune est dans une zone de transition entre le climat de montagne et le climat méditerranéen et est dans une zone de transition entre les régions climatiques « Provence, Languedoc-Roussillon » et « Sud-est du Massif Central »0.
Pour la période 1971-2000, la température annuelle moyenne est de 10,8 °C, avec une amplitude thermique annuelle de 15,6 °C. Le cumul annuel moyen de précipitations est de 1 160 mm, avec 10,3 jours de précipitations en janvier et 4,2 jours en juillet. Pour la période 1991-2020, la température moyenne annuelle observée sur la station météorologique la plus proche, située sur la commune de Cornus à 8 km à vol d'oiseau, est de 10,1 °C et le cumul annuel moyen de précipitations est de 1 007,4 mm,. Pour l'avenir, les paramètres climatiques de la commune estimés pour 2050 selon différents scénarios d'émission de gaz à effet de serre sont consultables sur un site dédié publié par Météo-France en novembre 2022.

### Milieux naturels et biodiversité

#### Espaces protégés
La protection réglementaire est le mode d’intervention le plus fort pour préserver des espaces naturels remarquables et leur biodiversité associée.
Dans ce cadre, la commune fait partie d'un espace protégé, le Parc naturel régional des Grands Causses, créé en 1995 et d'une superficie de 327 937 ha, s'étend sur 97 communes. Ce territoire rural habité, reconnu au niveau national pour sa forte valeur patrimoniale et paysagère, s’organise autour d’un projet concerté de développement durable, fondé sur la protection et la valorisation de son patrimoine,,.

#### Sites Natura 2000

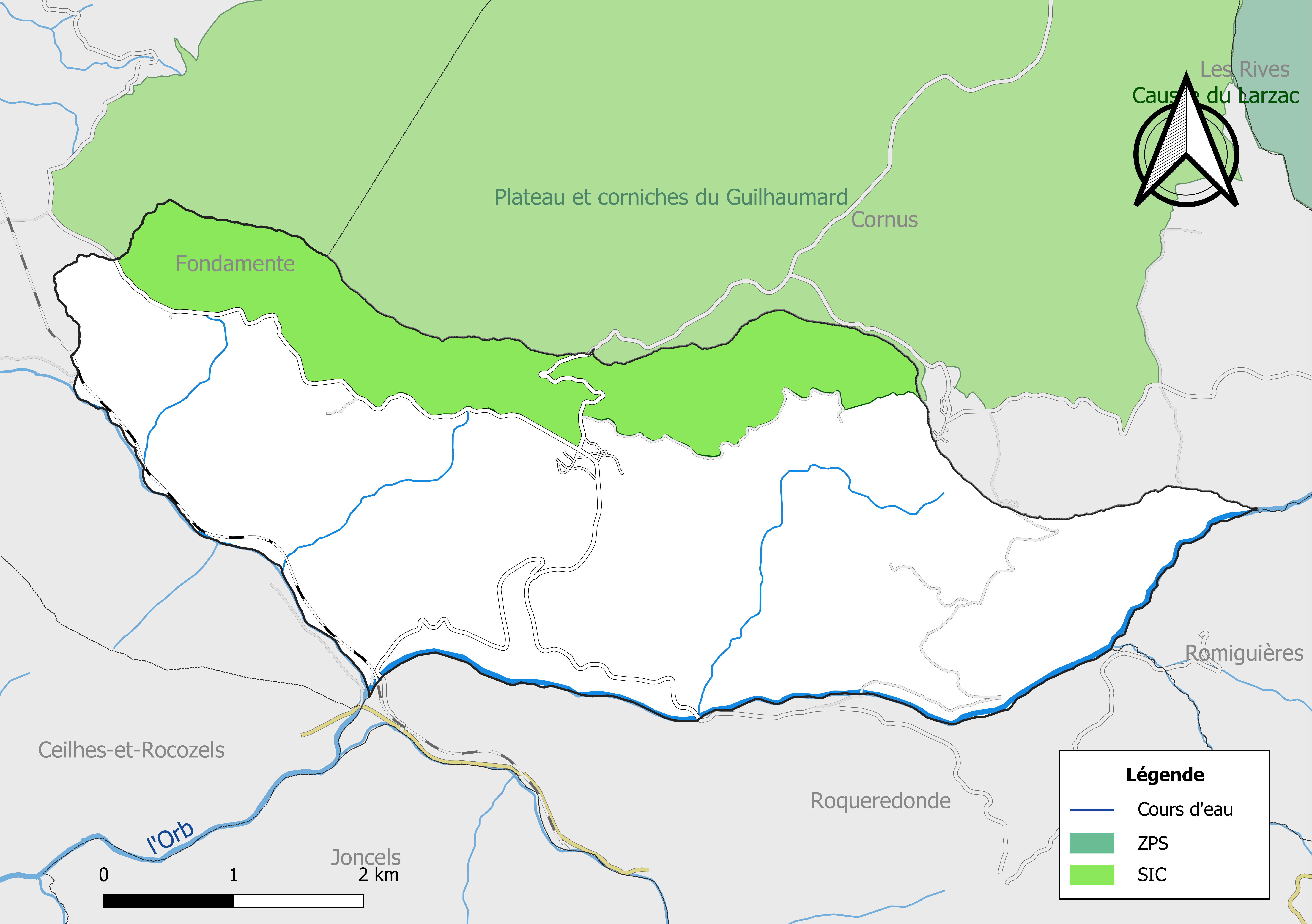
Sites Natura 2000 sur le territoire communal.

Le réseau Natura 2000 est un réseau écologique européen de sites naturels d’intérêt écologique élaboré à partir des Directives « Habitats » et « Oiseaux ». Ce réseau est constitué de Zones spéciales de conservation (ZSC) et de Zones de protection spéciale (ZPS). Dans les zones de ce réseau, les États Membres s'engagent à maintenir dans un état de conservation favorable les types d'habitats et d'espèces concernés, par le biais de mesures réglementaires, administratives ou contractuelles.
Un site Natura 2000 a été défini sur la commune au titre de la « directive Habitats » : 
Le « Plateau et corniches du Guilhaumard », d'une superficie de 3 744 ha, est un plateau calcaire et dolomitique avec falaises et escarpements rocheux. Ce site présente également de nombreuses grottes et avens (Mas Raynal, Mas Estrech, etc.).

#### Zones naturelles d'intérêt écologique, faunistique et floristique
L’inventaire des zones naturelles d'intérêt écologique, faunistique et floristique (ZNIEFF) a pour objectif de réaliser une couverture des zones les plus intéressantes sur le plan écologique, essentiellement dans la perspective d’améliorer la connaissance du patrimoine naturel national et de fournir aux différents décideurs un outil d’aide à la prise en compte de l’environnement dans l’aménagement du territoire.
Le territoire communal duClapier comprend une ZNIEFF de type 1,, 
le « Plateau de Guilhaumard et corniches sud » (4 068 ha), couvrant 5 communes dont 3 dans l'Aveyron et 2 dans l'Hérault
, et une ZNIEFF de type 2,, 
le « Causse du Larzac » (50 424 ha), qui s'étend sur 23 communes dont 21 dans l'Aveyron et 2 dans l'Hérault.

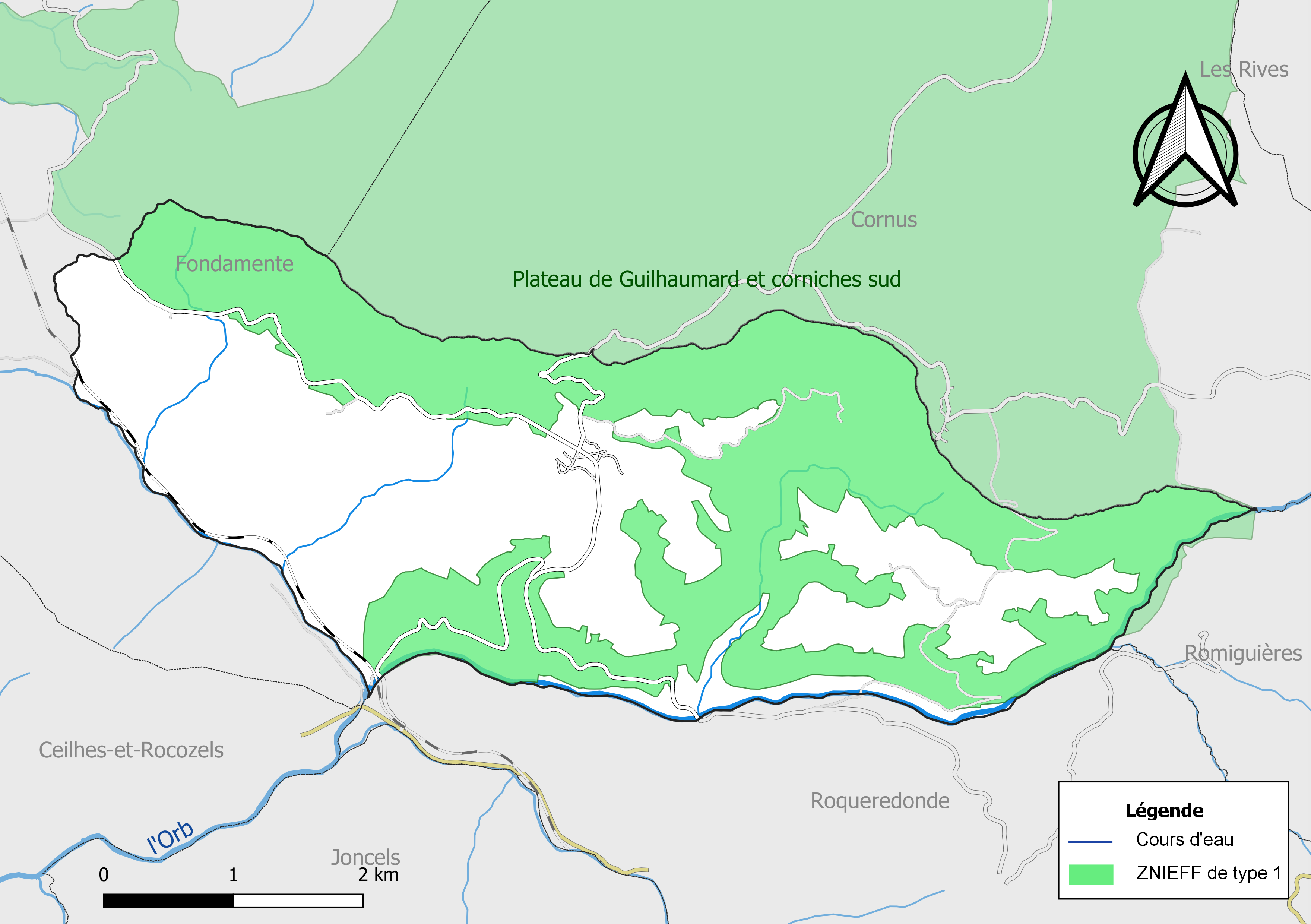
Carte de la ZNIEFF de type 1 de la commune.
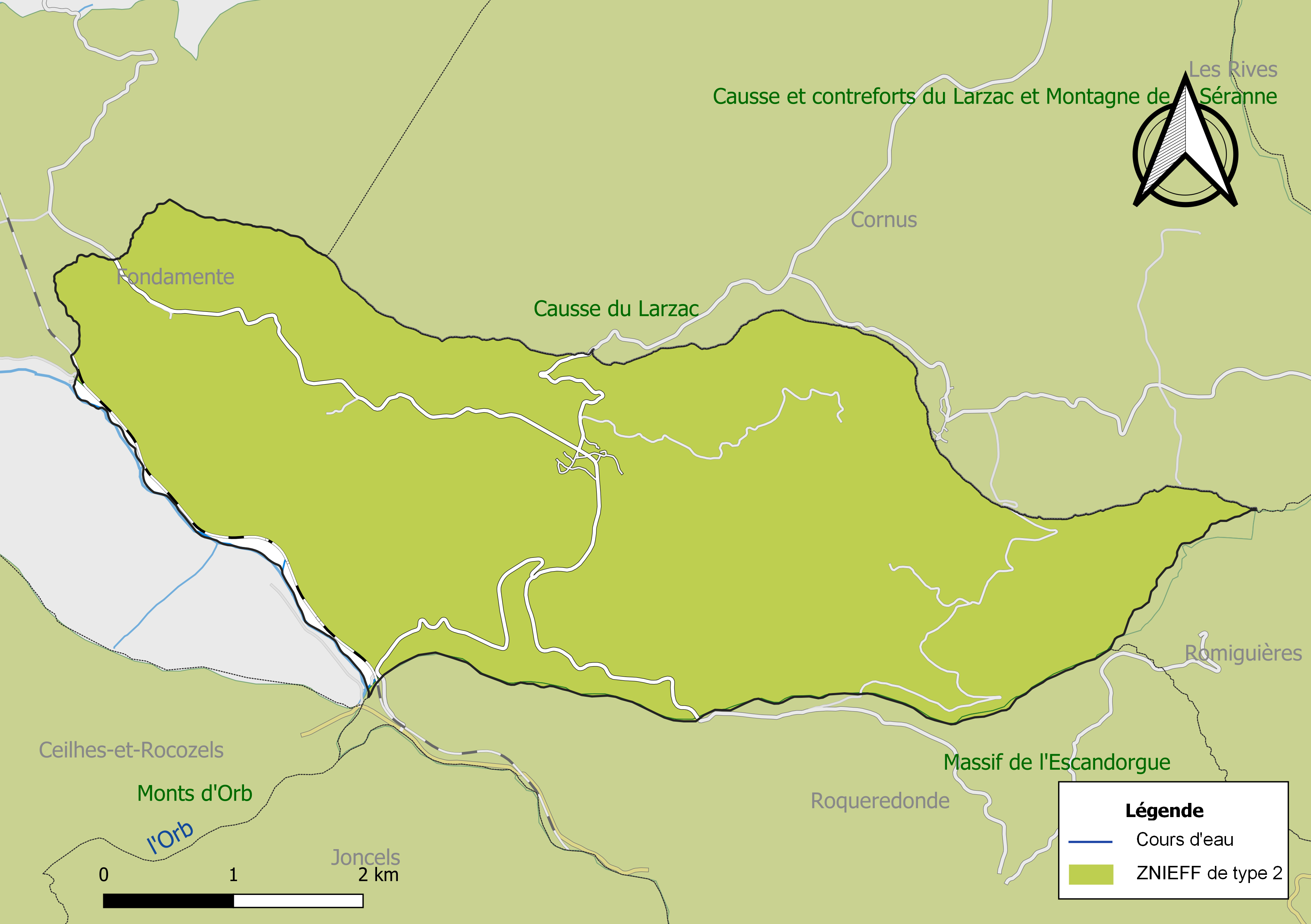
Carte de la ZNIEFF de type 2 de la commune.

## Urbanisme

### Typologie
Au 1er janvier 2024, Le Clapier est catégorisée commune rurale à habitat très dispersé, selon la nouvelle grille communale de densité à 7 niveaux définie par l'Insee en 2022.
Elle est située hors unité urbaine. Par ailleurs la commune fait partie de l'aire d'attraction de Lodève, dont elle est une commune de la couronne,. Cette aire, qui regroupe 19 communes, est catégorisée dans les aires de moins de 50 000 habitants,.

### Occupation des sols

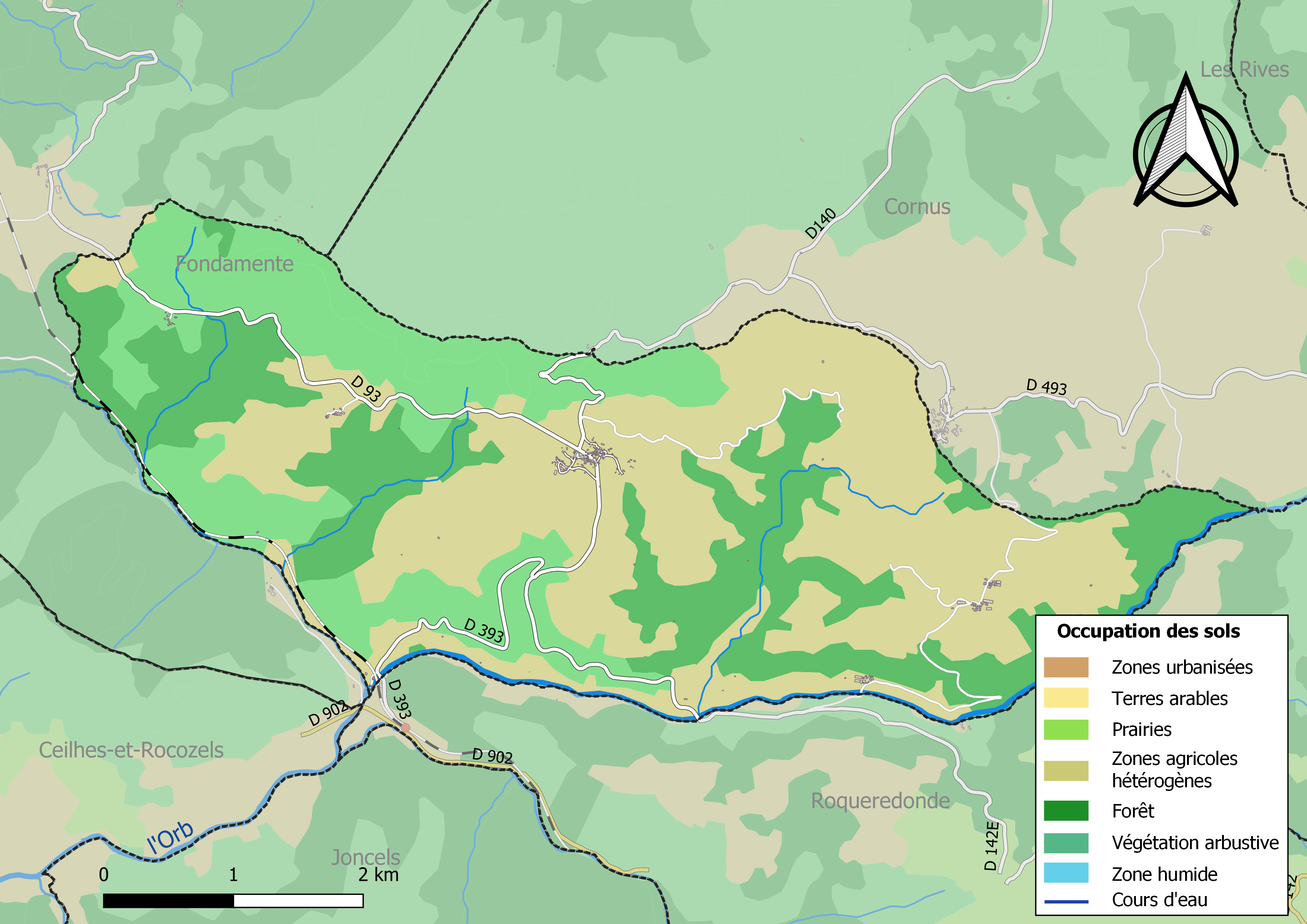
Infrastructures et occupation des sols de la commune du Le Clapier.

L'occupation des sols de la commune, telle qu'elle ressort de la base de données européenne d’occupation biophysique des sols Corine Land Cover (CLC), est marquée par l'importance des forêts et milieux semi-naturels (53,8 % en 2018), en augmentation par rapport à 1990 (52,8 %). La répartition détaillée en 2018 est la suivante : 
zones agricoles hétérogènes (46,2 %), forêts (28,8 %), milieux à végétation arbustive et/ou herbacée (25 %).

### Planification
La loi SRU du 13 décembre 2000 a incité fortement les communes à se regrouper au sein d’un établissement public, pour déterminer les partis d’aménagement de l’espace au sein d’un SCoT, un document essentiel d’orientation stratégique des politiques publiques à une grande échelle. La commune est dans le territoire du SCoT du Parc naturel régional des Grands Causses, approuvé le vendredi 7 juillet 2017 par le comité syndical et mis à l’enquête publique en décembre 2019. La structure porteuse est le Pôle d'équilibre territorial et rural du PNR des Grands Causses, qui associe huit communautés de communes, notamment la communauté de communes Larzac et Vallées, dont la commune est membre.
La commune disposait en 2017 d'un plan local d'urbanisme en révision. Le zonage réglementaire et le règlement associé peuvent être consultés sur le Géoportail de l'urbanisme.

### Risques majeurs
Le territoire de la commune duClapier est vulnérable à différents aléas naturels : climatiques (hiver exceptionnel ou canicule), feux de forêts et séisme (sismicité très faible).
Il est également exposé à un risque technologique, le transport de matières dangereuses, et à deux risques particuliers, les risques radon et minier,.

#### Risques naturels
Le Plan départemental de protection des forêts contre les incendies découpe le département de l’Aveyron en sept « bassins de risque » et définit une sensibilité des communes à l’aléa feux de forêt (de faible à très forte). La commune est classée en sensibilité forte.
Les mouvements de terrains susceptibles de se produire sur la commune sont liés à la présence de cavités souterraines localisées sur la commune,.

#### Risques technologiques
Le risque de transport de matières dangereuses sur la commune est lié à sa traversée par une canalisation de transport de gaz. Un accident se produisant sur une telle infrastructure est en effet susceptible d’avoir des effets graves au bâti ou aux personnes jusqu’à 350 m, selon la nature du matériau transporté. Des dispositions d’urbanisme peuvent être préconisées en conséquence.

#### Risques particuliers
La commune est concernée par le risque minier, principalement lié à l’évolution des cavités souterraines laissées à l’abandon et sans entretien après l’exploitation des mines.
Dans plusieurs parties du territoire national, le radon, accumulé dans certains logements ou autres locaux, peut constituer une source significative d’exposition de la population aux rayonnements ionisants. Toutes les communes du département sont concernées par le risque radon à un niveau plus ou moins élevé. La commune duClapier est classée à risque faible.

## Toponymie
« Clapier » = accumulation, tas de pierres au milieu des champs en occitan. Ce sont des tas de cailloux artificiels créés pour dégager les terrains très caillouteux à fin de les rendre arables et agricoles.

## Politique et administration

### Découpage territorial
La commune du Clapier est membre de la communauté de communes Larzac et Vallées, un établissement public de coopération intercommunale (EPCI) à fiscalité propre créé le 13 décembre 2004 dont le siège est à Cornus. Ce dernier est par ailleurs membre d'autres groupements intercommunaux.
Sur le plan administratif, elle est rattachée à l'arrondissement de Millau, au département de l'Aveyron et à la région Occitanie. Sur le plan électoral, elle dépend du  canton des Causses-Rougiers pour l'élection des conseillers départementaux, depuis le redécoupage cantonal de 2014 entré en vigueur en 2015, et de la troisième circonscription de l'Aveyron  pour les élections législatives, depuis le dernier découpage électoral de 2010.

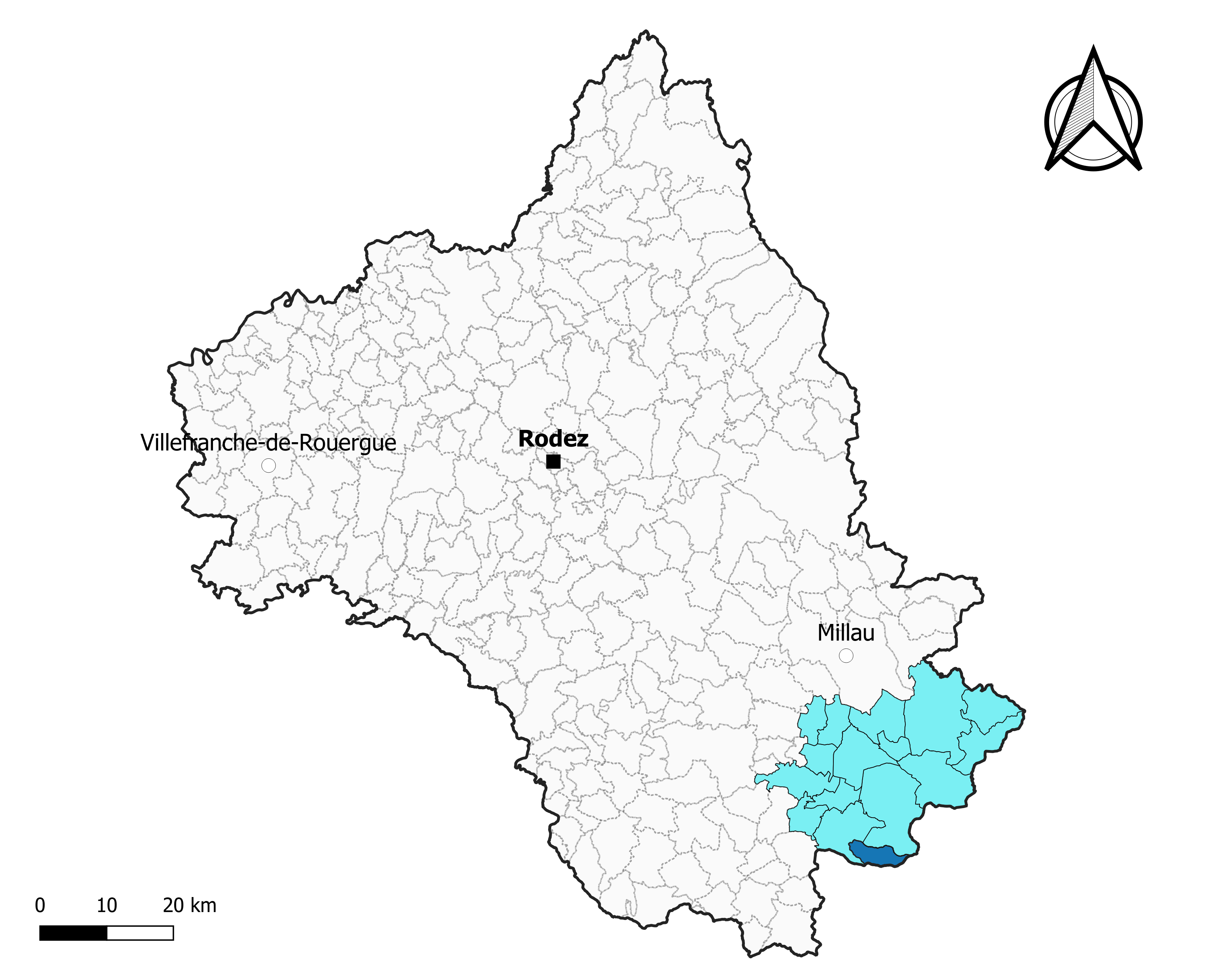
Le Clapier dans l'intercommunalité en 2020.
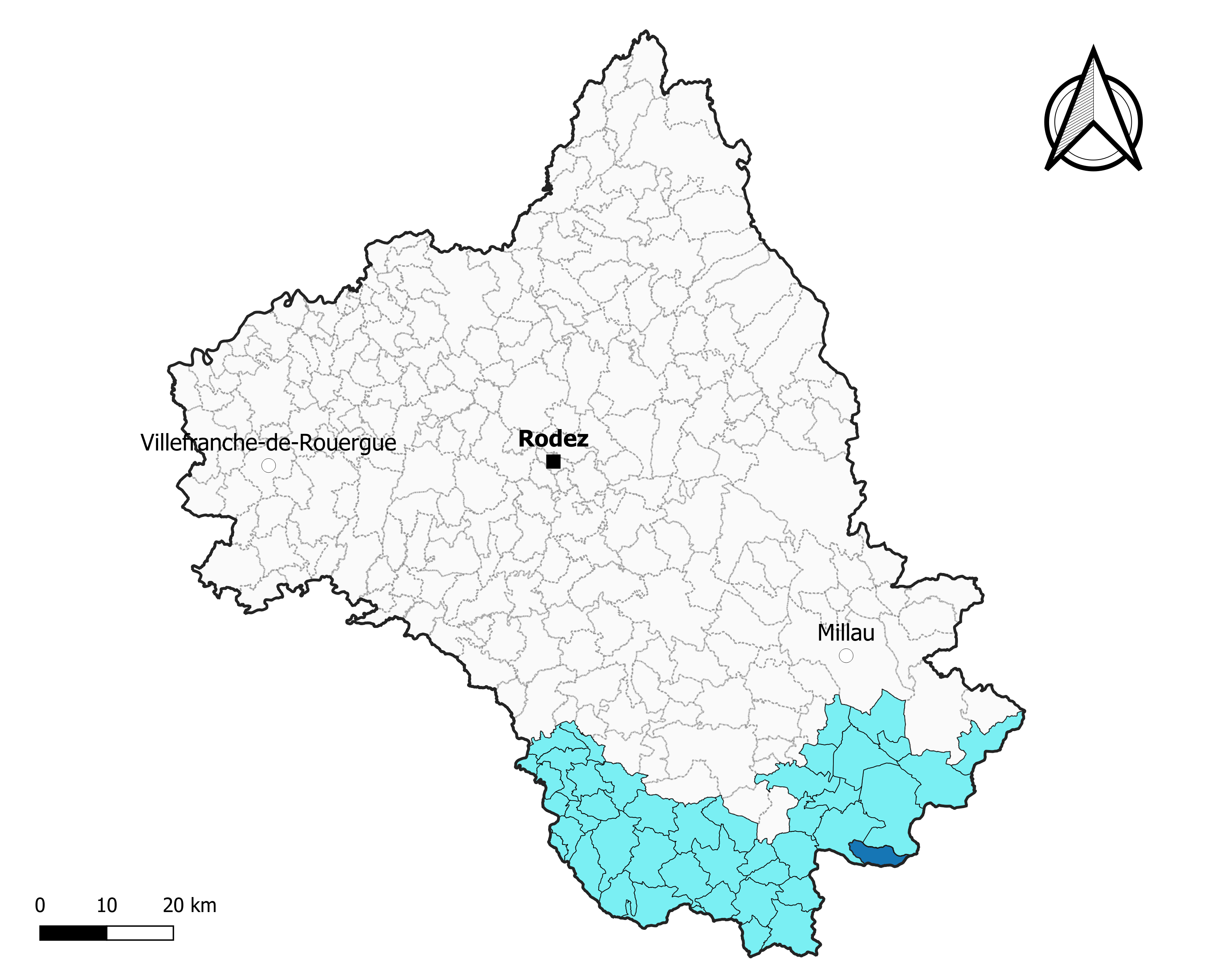
Le Clapier dans le canton des Causses-Rougiers en 2020.
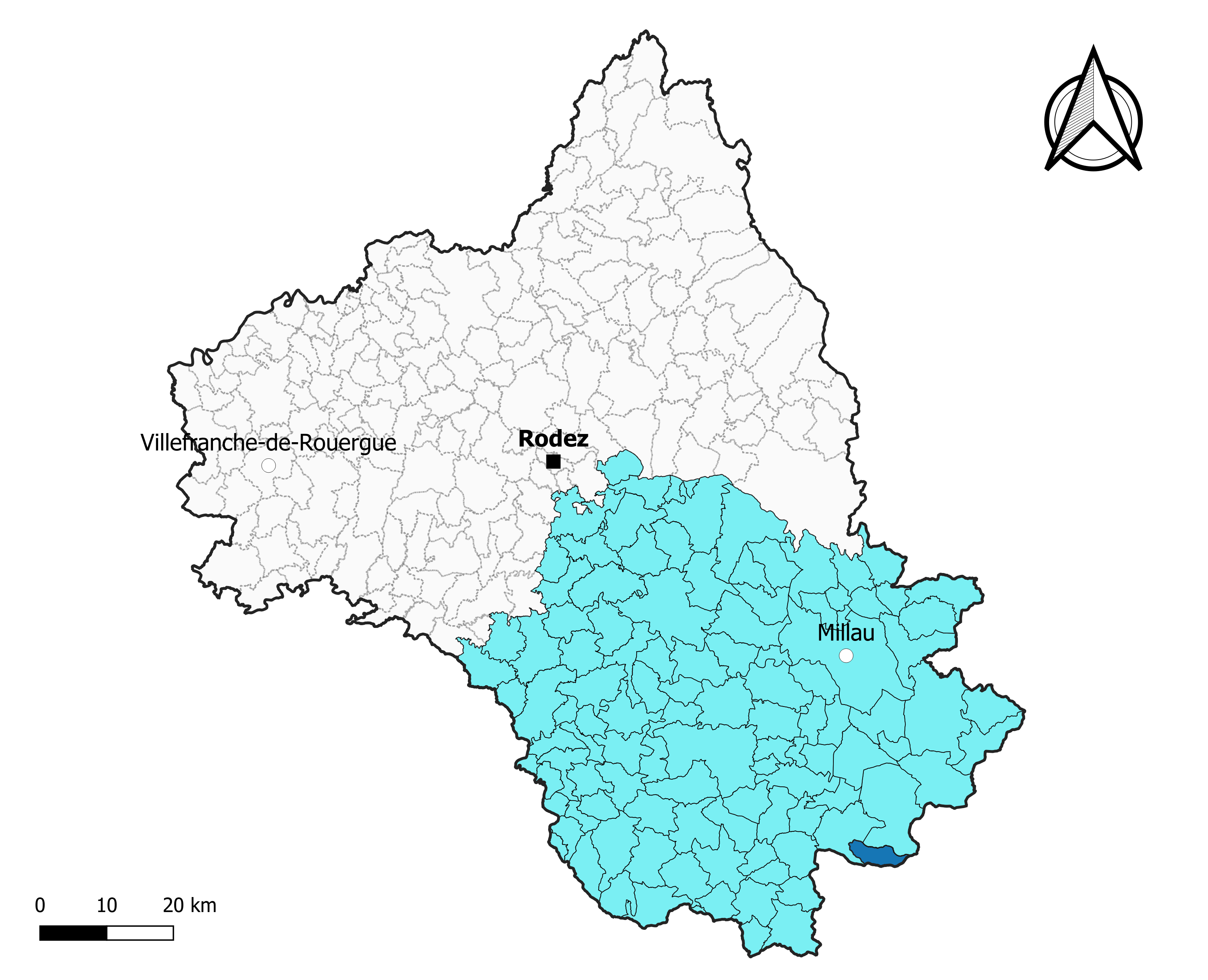
Le Clapier dans l'arrondissement de Millau en 2020.

### Élections municipales et communautaires

#### Élections de 2020
Le conseil municipal du Clapier, commune de moins de 1 000 habitants, est élu au scrutin majoritaire plurinominal à deux tours avec candidatures isolées ou groupées et possibilité de panachage. Compte tenu de la population communale, le nombre de sièges à pourvoir lors des élections municipales de 2020 est de 7. Sur les onze candidats en lice, sept sont élus dès le premier tour, le 15 mars 2020, correspondant à la totalité des sièges à pourvoir, avec un taux de participation de 48,05 %.
Philippe Gout est élu nouveau maire de la commune le 27 mai 2020.
Dans les communes de moins de 1 000 habitants, les conseillers communautaires sont désignés parmi les conseillers municipaux élus en suivant l’ordre du tableau (maire, adjoints puis conseillers municipaux) et dans la limite du nombre de sièges attribués à la commune au sein du conseil communautaire. Un siège est attribué à la commune au sein de la communauté de communes Larzac et Vallées.

#### Liste des maires
| Période                                  | Période  | Identité             | Étiquette | Qualité           |
| ---------------------------------------- | -------- | -------------------- | --------- | ----------------- |
| mars 2001                                | mai 2020 | Raymond Fabreguettes |           | Retraité agricole |
| mai 2020                                 | En cours | Philippe Gout,       |           | Technicien        |
| Les données manquantes sont à compléter. |          |                      |           |                   |

## Démographie
L'évolution du nombre d'habitants est connue à travers les recensements de la population effectués dans la commune depuis 1793. Pour les communes de moins de 10 000 habitants, une enquête de recensement portant sur toute la population est réalisée tous les cinq ans, les populations de référence des années intermédiaires étant quant à elles estimées par interpolation ou extrapolation. Pour la commune, le premier recensement exhaustif entrant dans le cadre du nouveau dispositif a été réalisé en 2007.

En 2022, la commune comptait 88 habitants, en évolution de +11,39 % par rapport à 2016 (Aveyron : +0,37 %, France hors Mayotte : +2,11 %).
| 1793 | 1800 | 1846 | 1851 | 1856 | 1861 | 1866 | 1872 | 1876 |
| ---- | ---- | ---- | ---- | ---- | ---- | ---- | ---- | ---- |
| 550  | 615  | 480  | 509  | 475  | 473  | 476  | 480  | 436  |

| 1881 | 1886 | 1891 | 1896 | 1901 | 1906 | 1911 | 1921 | 1926 |
| ---- | ---- | ---- | ---- | ---- | ---- | ---- | ---- | ---- |
| 464  | 504  | 410  | 404  | 367  | 335  | 291  | 241  | 225  |

| 1931 | 1936 | 1946 | 1954 | 1962 | 1968 | 1975 | 1982 | 1990 |
| ---- | ---- | ---- | ---- | ---- | ---- | ---- | ---- | ---- |
| 227  | 193  | 150  | 145  | 119  | 96   | 79   | 71   | 67   |

| 1999 | 2006 | 2007 | 2012 | 2017 | 2022 | - | - | - |
| ---- | ---- | ---- | ---- | ---- | ---- | - | - | - |
| 65   | 76   | 77   | 75   | 78   | 88   | - | - | - |

## Économie

### Emploi
| Division       | 2008  | 2013  | 2018  |
| -------------- | ----- | ----- | ----- |
| Commune        | 14 %  | 6,3 % | 6,3 % |
| Département    | 5,4 % | 7,1 % | 7,1 % |
| France entière | 8,3 % | 10 %  | 10 %  |

En 2018, la population âgée de 15 à 64 ans s'élève à 47 personnes, parmi lesquelles on compte 79,2 % d'actifs (72,9 % ayant un emploi et 6,3 % de chômeurs) et 20,8 % d'inactifs,. En  2018, le taux de chômage communal (au sens du recensement) des 15-64 ans est inférieur à celui de la France et du département, alors qu'en 2008 la situation était inverse.
La commune fait partie de la couronne de l'aire d'attraction de Lodève, du fait qu'au moins 15 % des actifs travaillent dans le pôle,. Elle compte 21 emplois en 2018, contre 23 en 2013 et 17 en 2008. Le nombre d'actifs ayant un emploi résidant dans la commune est de 36, soit un indicateur de concentration d'emploi de 58,5 % et un taux d'activité parmi les 15 ans ou plus de 54,9 %.
Sur ces 36 actifs de 15 ans ou plus ayant un emploi, 16 travaillent dans la commune, soit 44 % des habitants. Pour se rendre au travail, 61,1 % des habitants utilisent un véhicule personnel ou de fonction à quatre roues, 11,1 % s'y rendent en deux-roues, à vélo ou à pied et 27,8 % n'ont pas besoin de transport (travail au domicile).

### Activités hors agriculture
4 établissements sont implantés  au Clapier au 31 décembre 2019.
Le secteur de l'industrie manufacturière, des industries extractives et autres est prépondérant sur la commune puisqu'il représente 75 % du nombre total d'établissements de la commune (3 sur les 4 entreprises implantées  au Le Clapier), contre 17,7 % au niveau départemental.

### Agriculture
|               | 1988  | 2000  | 2010  | 2020 |
| ------------- | ----- | ----- | ----- | ---- |
| Exploitations | 9     | 9     | 7     | 7    |
| SAU (ha)      | 1 536 | 1 773 | 1 528 | 984  |

La commune est dans les Grands Causses, une petite région agricole occupant le sud-est du département de l'Aveyron. En 2020, l'orientation technico-économique de l'agriculture  sur la commune est l'élevage d'ovins ou de caprins. Sept exploitations agricoles ayant leur siège dans la commune sont dénombrées lors du recensement agricole de 2020 (neuf en 1988). La superficie agricole utilisée est de 984 ha,,.

## Culture locale et patrimoine

### Lieux et monuments
- Église paroissiale du Clapier.

### Château
Au centre du village, le château du Clapier comprend quelques vestiges d'un fort médiéval, dû probablement aux Hospitaliers de Jérusalem. On remarquera notamment la partie inférieure d'une tour percée de plusieurs meurtrières et les arcades d'une galerie latérale. Ruiné à l'époque des guerres de Religion, l'ouvrage a été partiellement reconstruit aux XVIIe et XVIIIe siècles pour devenir une ferme. Les archives épiscopales nous apprennent que le "fort" (aussi appelé "repaire") du Clapier était un ensemble assez vaste destiné à offrir aux pèlerins en route pour Compostelle un refuge contre les loups et les brigands. Il comprenait notamment des dortoirs, un four à pain, la résidence du commandeur et...une prison.

### Chapelle Notre-Dame-de-Bouviala
La chapelle Notre-Dame-de-Bouviala non loin des sources de l’Orb.

### ÉgliseSaint-Cyricede Saint-Xist
Elle date du (Xe siècle). Son clocher-tour (Xe siècle), unique dans la région, dresse son élégante architecture et, tel un phare muet perdu au milieu des terres, sert de repère pour le petit hameau blotti à ses pieds. Des peintures de Nicolas Greschny occupent la totalité des murs de fond et du chœur. Ces œuvres monumentales représentent en 14 planches, la Crucifixion et la Résurrection. Elles apportent encore à la richesse culturelle du lieu.

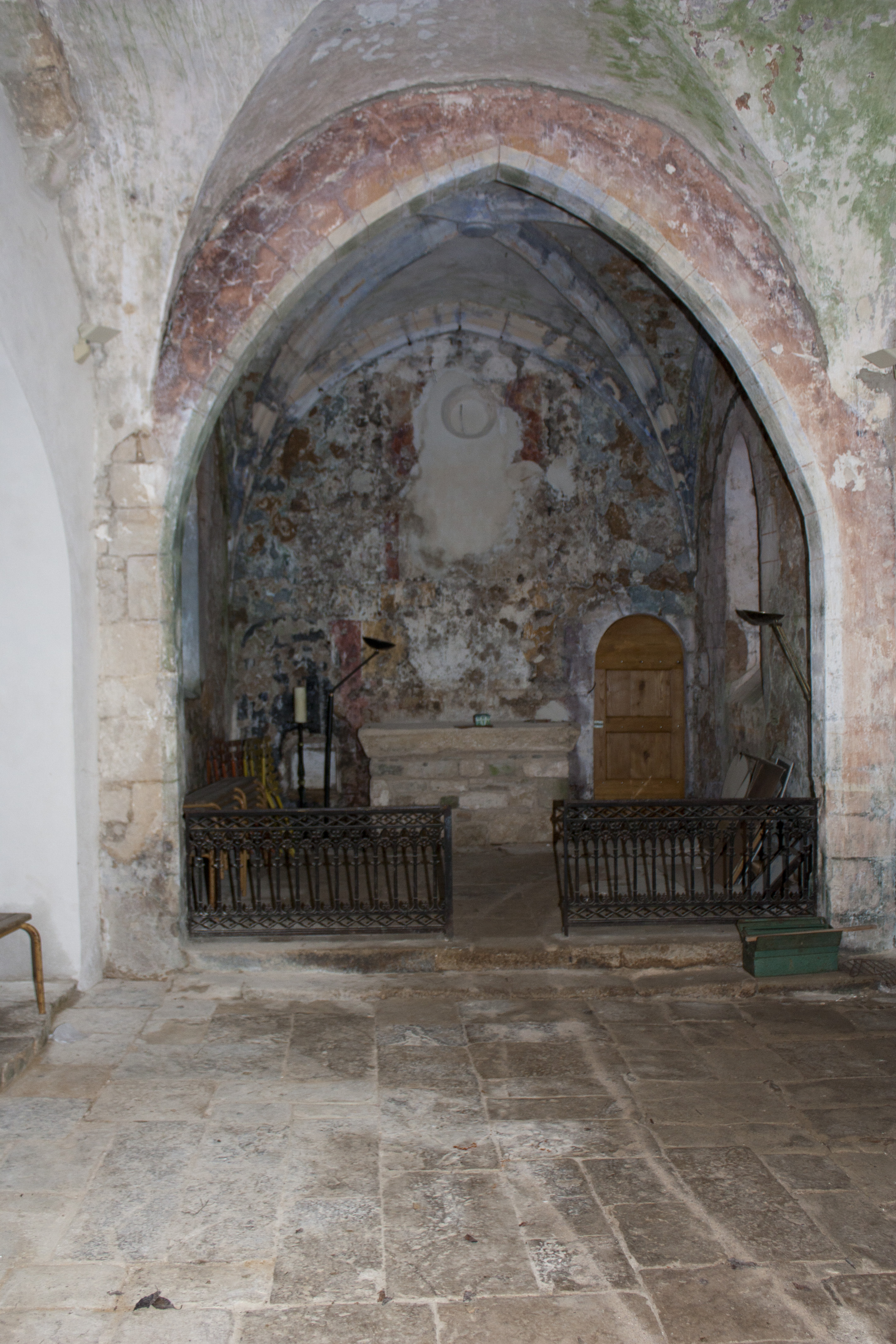
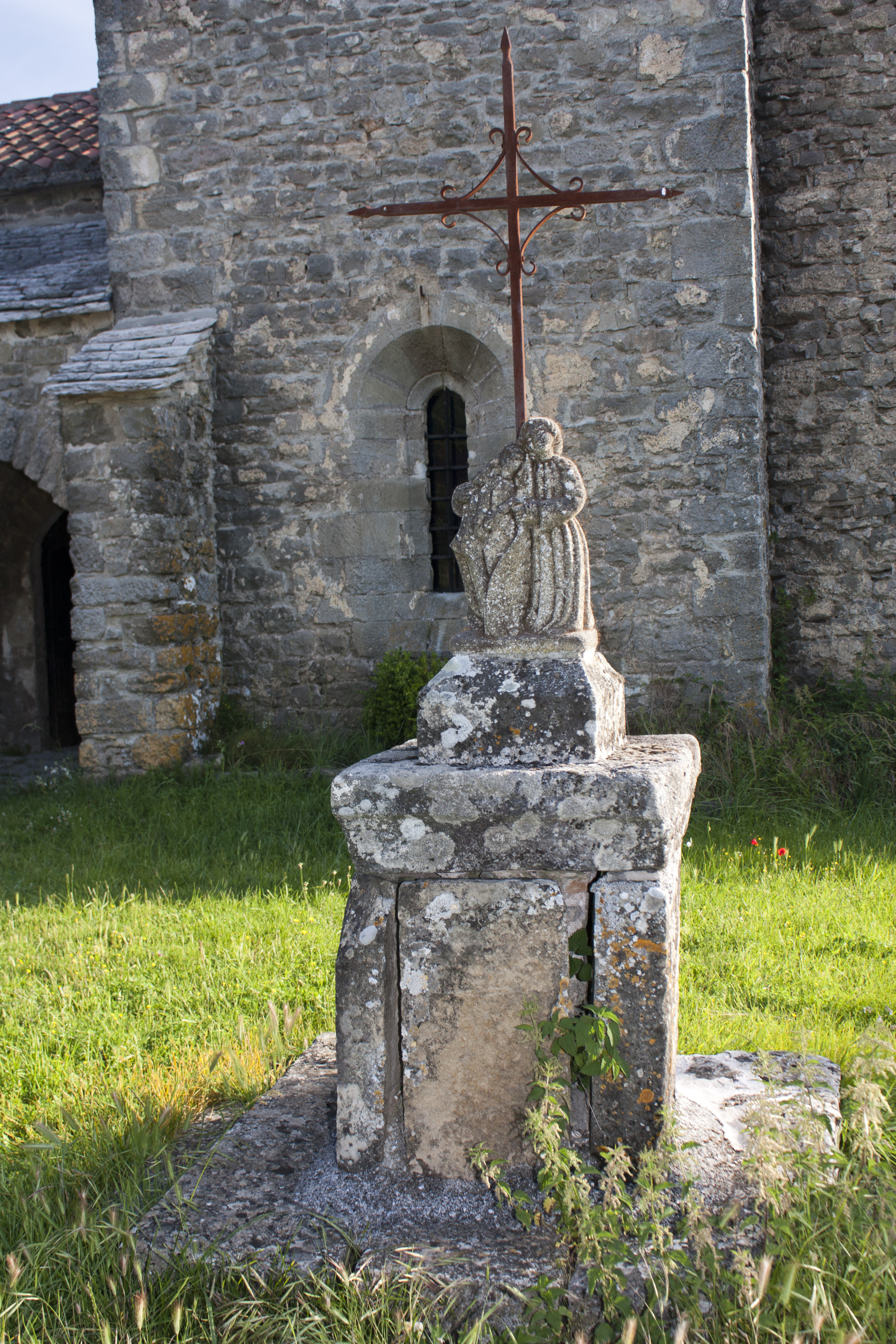

### Jardin du Curé
Le jardin du curé qui jouxtait l’église et qui était en friche a été transformé en un jardin botanique avec plus de 300 plantes médicinales et aromatiques, dont le renom commence à s’étendre au-delà de la région. Son parrainage par le jardin des plantes de Montpellier prouverait, s’il en était besoin, de sa qualité et de sa diversité.

### Plateau de Guilhaumard
Encore appelé Causse du Guilhaumard, c'est un plateau calcaire (karstique) fortement érodé par endroits (chaos ruiniformes, avens, grottes, dolines) autrefois boisé de hêtres, aujourd’hui réduit à l’état de pelouses sèches. L'abîme du Mas Raynal est une cavité remarquable de ce causse.
On y rencontre: 
- Une flore riche de plus de 1900 espèces, dont certaines endémiques et rares;
- Une faune a sujet rares (pipit, bruant, traquet, tritons, papillons)
- Les randonnées sur le plateau de Guilhaumard
  - GR-71: Saint-Xist — Pas de Licous - Pascalerie - Grange de Baldy—Mas Raynal
  - GR-71b: Montpaon, par le pas Farrat et Panissargues - Saint-Rome-de-Berlières, par le pas de Tirecul.